# Cynodon septenarius
Cynodon septenarius é uma espécie de peixe sul-americano de água doce.